# Couillo-mentonite
Couillo-mentonite (Freak Strike en version originale) est le troisième épisode de la sixième saison de la série animée South Park, ainsi que le 80e épisode de l'émission.

## Synopsis
Les enfants découvrent qu’en participant à des talk-shows, il est possible de gagner des cadeaux. Ils décident alors d’envoyer Butters dans une émission pour « monstres », en lui collant de faux testicules au menton.

## Caricatures
- Liza Minnelli
- Maury Povich